# 班迭安比县
班迭安比县，一译卜迭安波县，是柬埔寨奥多棉吉省下辖的一个县。
据1998年人口普查，此县共27,075人。